# Angling feelings
Angling feelings is het tiende album van de Zweedse band Kaipa; de obscure liveopnamen uit Stockholm meegerekend.
Een van de oprichters van de band, Roine Stolt, is inmiddels weer vertrokken, maar dat heeft uiteindelijk geen invloed op het eindresultaat. Stolt werd vervangen door Per Nilsson uit metalband Scar Symmetry De muziek klinkt nog steeds als die van Yes met folk-invloeden; soms door de zang nadert het ook Styx. Nadeel blijft dat men de muziek grotendeels baseert op de technische mogelijkheden van de musici; dat maakt dit (en andere albums) niet altijd even makkelijk om naar te luisteren. Alhoewel de muziek dus vrij technisch is, zitten de composities goed in elkaar. Ook de wat vreemde stem van Aleena Gibson doet wonderen; deze heeft een mysterieuze klank, die contrasteert met de technische muziek.
Het album werd opgenomen in diverse eigen geluidsstudio’s van de musici met als uitvalsbasis de studio HGL van Lundin in Uppsala.

## Musici
- Aleena Gibson: zang
- Morgan Ågren: slagwerk
- Hans Lundin: toetsen, zang
- Patrick Lundström: zang
- Per Nilsson: gitaar
- Jonas Reingold: basgitaar, fretloze basgitaar

Met Fredrik Lindqvist – blokfluit, fluitjes (tracks 1, 2, 8, 9 en 10)

## Composities
Alle composities en teksten zijn van Lundin.

| Nr. | Titel                          | Duur  |
| --- | ------------------------------ | ----- |
| 1.  | Angling feelings               | 6:43  |
| 2.  | The glorious silence within    | 7:17  |
| 3.  | The fleeting existence of time | 12:37 |
| 4.  | Pulsation                      | 4:01  |
| 5.  | Liquid holes in the sky        | 4:42  |
| 6.  | Solitary pathway               | 4:05  |
| 7.  | Broken chords                  | 6:26  |
| 8.  | Path of humbleness             | 9:29  |
| 9.  | Where’s the captain            | 4:23  |
| 10. | This ship of life              | 4:40  |